# Hôtel du 68 rue Ampère
L’hôtel particulier situé au 68, rue Ampère se trouve à Paris, en France.

## Localisation
Il est situé au 68, rue Ampère, dans le 17e arrondissement de Paris.

## Histoire
Ce bâtiment fait l’objet d’une inscription au titre des monuments historiques depuis le 13 juillet 2007.